# Marius Lefèrve
Marius Ludvig Lefèrve (Odense, 1875. május 4. – Gentofte, 1958. március 14.) olimpiai ezüstérmes dán tornász.
Az 1912. évi nyári olimpiai játékokon indult tornában és a svéd rendszerű csapat összetettben ezüstérmes lett.
Klubcsapata a Skytterforeningernes Hold volt.